# Chinesische Kubaner
Chinesische Kubaner sind eine kleine Minderheit in Kuba.

## Geschichte
Auf dem Wiener Kongress am 8. Februar 1815 vereinbarten Vertreter von Ferdinand VII. von Spanien und Georg III. von England, den Sklavenhandel für illegal zu erklären. In einem Vertrag vom 27. September 1817 wurde der 30. Mai 1820 als Beginn dieses Verbotes festgelegt und die Einrichtung von Courts of Mixed Commission in Sierra Leone beziehungsweise Comisiones mixtas in Havanna, vereinbart, um das Verbot zu sanktionieren. Weitere Einzelheiten wurden am 10. Dezember 1822 und am 28. Juni 1835 vereinbart.
Im Jahr 1844 beauftragte die Real Junta de Fomento de Agricultura y Comercio von Havanna Sinibaldo de Mas, in China nach Arbeitskräften zu recherchieren. Drei Jahre später lieferte Pedro José de Zulueta die ersten 571 Kulis auf der Bergantín Oquendo und auf der Fragata Duke of Argyle nach Kuba. Die spanische Kolonialregierung hatte vorher das Verbot der Einwanderung von Nicht-Spaniern aufgehoben. Am 30. Oktober 1873 berichtete die "Colonial Gazette", dass zwischen dem 3. Juni 1847 und dem 14. Juni 1873 ca. 120.333 Kulis Kuba erreicht hatten und 15.622 von den 135.955, welche die Reise antraten, bei der Überfahrt ums Leben kamen.
Die Anzahl der Kulis in Kuba wurde 1902 mit 150.000 angegeben. Von 1847 bis Anfang 1859 migrierten 50.123 Personen, darunter 52 Frauen, und das Alter der Migranten lag zwischen 18 und 40 Jahren. 90 % von ihnen waren zwischen 20 und 30 Jahren alt und 99 % waren kräftig und unverheiratet. Am 4. Oktober 1849 erließ die kubanische Kolonialverwaltung ein spezielles Gesetz für die asiatischen Arbeiter. Ein Dekret vom 28. Dezember 1859, das die Migration nach Kuba verbot, wurde schon am 6. Juli 1860 wieder aufgehoben. Am 10. Oktober 1868 postulierte Carlos Manuel de Céspedes in seiner kubanischen Unabhängigkeitserklärung auch die Abschaffung der Sklaverei.
Im Jahr 1919 wurden in Kuba 10.300 Asiaten gezählt. 1923 verfügte die kubanische Regierung ein Verbot der Einreise von Chinesen und setzte die Migrationsgesetzgebung von Leonard Wood, der von 1899 bis 1902 Militärgouverneur von Kuba war wieder in Kraft. Vier Jahre später wurde in der chinesischen Gemeinde Kubas die Alianza Revolucionaria Protectora de Obreros y Campesinos gegründet.
Im Jahr 1931 wurden 24.647 Asiaten in Kuba gezählt und im Chinesenviertel wurde die Alianza de Salvación Nacional gegründet, welche die Wochenzeitung Defensor de la Patria veröffentlichte. Zugleich wurde ein Denkmal für die chinos "mambieses" fertiggestellt, auf dem geschrieben stand: No hubo un solo chino traidor; no hubo un solo chino desertor.
Das Denkmal wurde am 12. April 1946 bei einem Besuch der Escuadrilla China und einem Vorbeimarsch chinesischer und Kubanischer Soldaten aufgestellt.
(Vedado (Calle L y Línea))

## Bekannte chinesische Kubaner
- Wifredo Lam (1902–1982), Maler des Surrealismus